# Gare d'Arçay
La gare d'Arçay est une gare ferroviaire française fermée de la ligne des Sables-d'Olonne à Tours, située sur le territoire de la commune d'Arçay, dans le département de la Vienne, en région Nouvelle-Aquitaine.

## Situation ferroviaire
La gare d'Arçay est située au point kilométrique (PK) 169.900 de la ligne des Sables-d'Olonne à Tours, entre les gares ouvertes de Chinon et de Thouars. Elle est séparée de Chinon par la gare aujourd'hui fermée au trafic voyageur de Loudun, et de Thouars par la Gare de Pas-de-Jeu, fermée également.
Elle est également la gare origine de la ligne de Poitiers à Arçay.

## Histoire
La gare n'est plus desservie par aucun train.